# 막스 플랑크 과학 수학 연구소

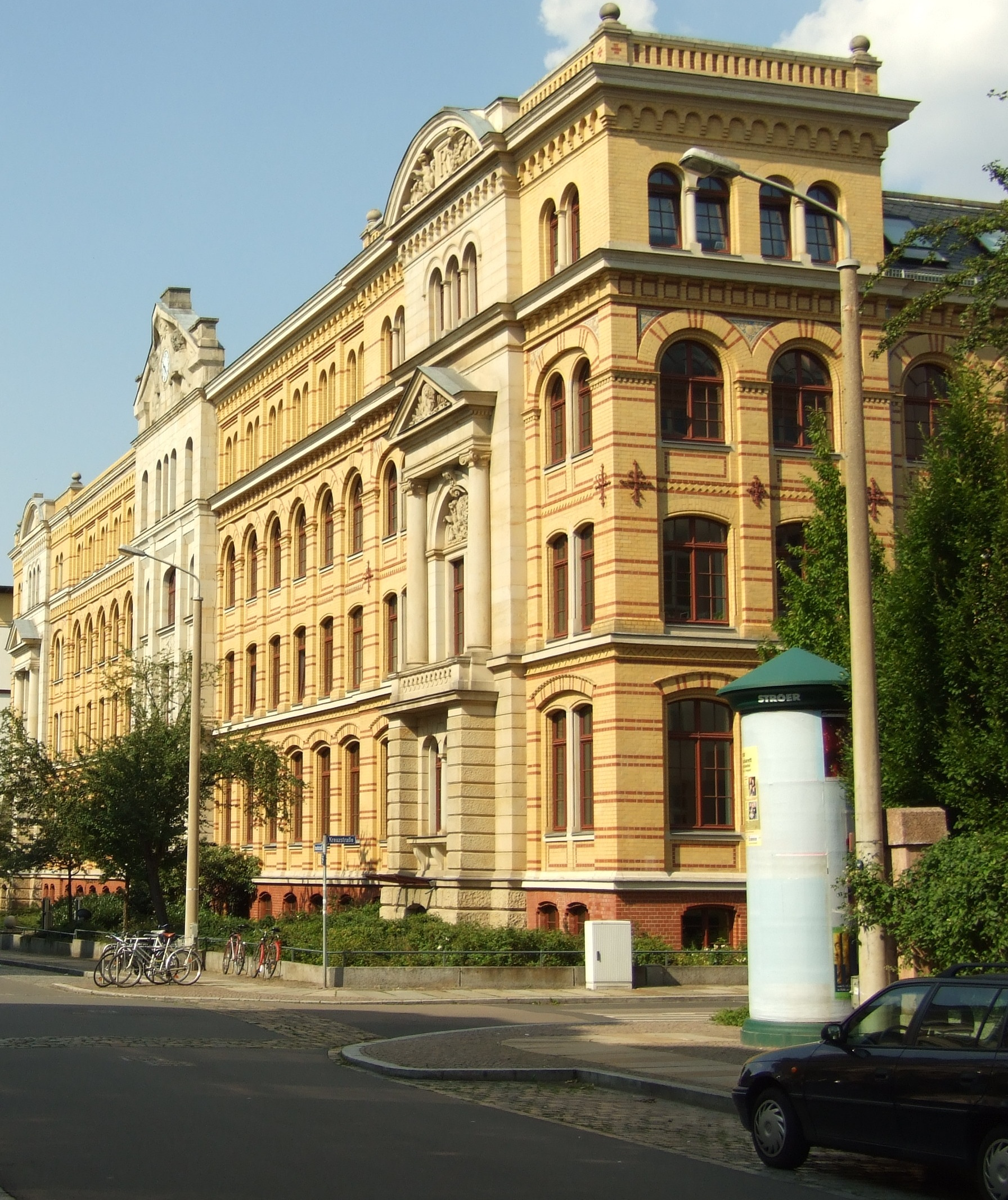
MPI MiS를 호스팅하는 건물

막스 플랑크 과학 수학 연구소 (Max Planck Institute for Mathematics in the Sciences, MPI MiS)는 막스 플랑크 협회에 속하는 연구 기관의 하나로 라이프치히에 소재하고 있다. 1996년 3월 1일에 설립된 이 연구소는 자연 과학, 특히 물리학, 생물학, 화학 및 재료 과학의 다양한 분야에 수학을 적용하는 프로젝트에 참여하고 있다.

## 연구 그룹
- 비선형 대수 ( Bernd Sturmfels ),
- 패턴 형성, 에너지 풍경 및 스케일링 법칙 ( Felix Otto ),
- 리만 기하학, 켈러 다양체 및 대수 기하학, 신경망 ( Jürgen Jost ),
- 인지 시스템의 정보 이론(Nihat Ay)
- 확률 편미분 방정식(Benjamin Gess)
- 수학 소프트웨어(Michael Joswig)
- 조합 대수 기하학(Mateusz Michałek)
- 딥러닝 이론(Guido Montúfar)
- PDE의 강성과 유연성(Angkana Rüland)
- 진화의 구조(Matteo Smerlak)
- 텐서 및 최적화(André Uschmajew)

이 연구소는 라이프치히를 응용 수학 연구의 주요 장소로 만든 광범위한 방문자 프로그램을 보유하고 있다.
MPI MiS는 ERCOM(유럽 수학 연구 센터)의 회원이다.